# Cheilanthes lasiophylla
Cheilanthes lasiophylla là một loài dương xỉ trong họ Pteridaceae. Loài này được Pic. Serm. mô tả khoa học đầu tiên năm 1951.
Danh pháp khoa học của loài này chưa được làm sáng tỏ. 